# Комнаго (Новара)
Комнаго је насеље у Италији у округу Новара, региону Пијемонт.
Према процени из 2011. у насељу је живело 86 становника. Насеље се налази на надморској висини од 485 м.